# British Retail Consortium
Het British Retail Consortium, vaak ook afgekort BRC genoemd, is een Britse brancheorganisatie van detailhandelaren. De organisatie is gevestigd in Londen.
Het BRC vertegenwoordigt zijn leden bij regeringen op lokaal, landelijk en Europees niveau. Ook houdt men zich bezig met lobbyen, met als doel invloed uit te oefenen op de besluitvorming omtrent bijvoorbeeld brandbeveiliging of minimumlonen. 
Het British Retail Consortium heeft enkele standaarden opgesteld voor leveranciers van levensmiddelen, zoals BRC Food (voor voedselveiligheid) en BRC-IoP (voor producenten van verpakkingsmaterialen voor levensmiddelen).
In 2016 werd de afdeling van BRC die de standaarden beheert, overgenomen door het eveneens Britse LGC Ltd.